# Pauline Neville-Jones
Lilian Pauline Neville-Jones, baronne Neville-Jones (née le 2 novembre 1939) est une femme politique britannique et ancienne fonctionnaire qui est présidente du Joint Intelligence Committee (JIC) de 1993 à 1994. Membre du Parti conservateur, elle siège au Conseil de sécurité nationale et est ministre d'État à la sécurité et à la lutte contre le terrorisme au ministère de l'Intérieur de 2010 à 2011. 

## Biographie
Lady Neville-Jones fait ses études au lycée pour filles de Leeds et à Lady Margaret Hall, Oxford (histoire moderne) . 
Elle est membre de carrière du service diplomatique de Sa Majesté de 1963 à 1996, période pendant laquelle elle sert dans des missions britanniques en Rhodésie, à Singapour, à Washington, DC et à Bonn. Entre 1977 et 1982, elle est détachée à la Commission européenne où elle travaille comme adjointe puis chef de cabinet du commissaire Christopher Tugendhat. 
De 1991 à 1994, elle est chef du Secrétariat à la défense et à l’étranger au Cabinet et secrétaire adjointe du Cabinet. En 1993 et 1994, elle est présidente du Joint Intelligence Committee. De 1994, jusqu'à sa retraite, elle est directrice politique au ministère des Affaires étrangères et du Commonwealth, où elle dirige la délégation britannique aux négociations de Dayton sur le règlement de paix en Bosnie-Herzégovine. En 2003, le dirigeant bosniaque Alija Izetbegović déclare qu'au cours de ces négociations, elle "n'a jamais essayé de cacher son aversion pour nous". 
Elle est nommée gouverneur de la BBC en janvier 1998. Son dernier poste est celui de présidente du Groupe consultatif des gouverneurs sur le service mondial. Neville-Jones est présidente du comité d'audit de 1998 jusqu'à sa démission en septembre 2004 et quitte la BBC le 31 décembre 2004. 
De 2002 à 2005, Neville-Jones est présidente non exécutive de la société de technologie de défense appartenant au gouvernement QinetiQ, qui est privatisée pour 1,3 milliard de livres sterling en février 2006. Elle est présidente du Conseil consultatif sur l'assurance de l'information jusqu'en 2007. 

## Carrière politique
En janvier 2006, elle rejoint l'un des nouveaux «groupes politiques» du Parti conservateur sur la sécurité nationale.
Elle est créée pair à vie, avec le titre de baronne Neville-Jones, de Hutton Roof dans le comté de Cumbria le 15 octobre 2007.  
Le 9 janvier 2009, Lady Neville-Jones avertit que Guerre de Gaza de 2008-2009 encouragerait l'islamisme révolutionnaire dans les pays arabes et le terrorisme islamique au-delà, et appelle à une relance du Processus de paix israélo-palestinien. 
Le 13 mai 2010, elle est nommée ministre d'État à la Sécurité et à la lutte contre le terrorisme dans le gouvernement de coalition conservateur-libéral démocrate de David Cameron, et est admise au Conseil privé. 

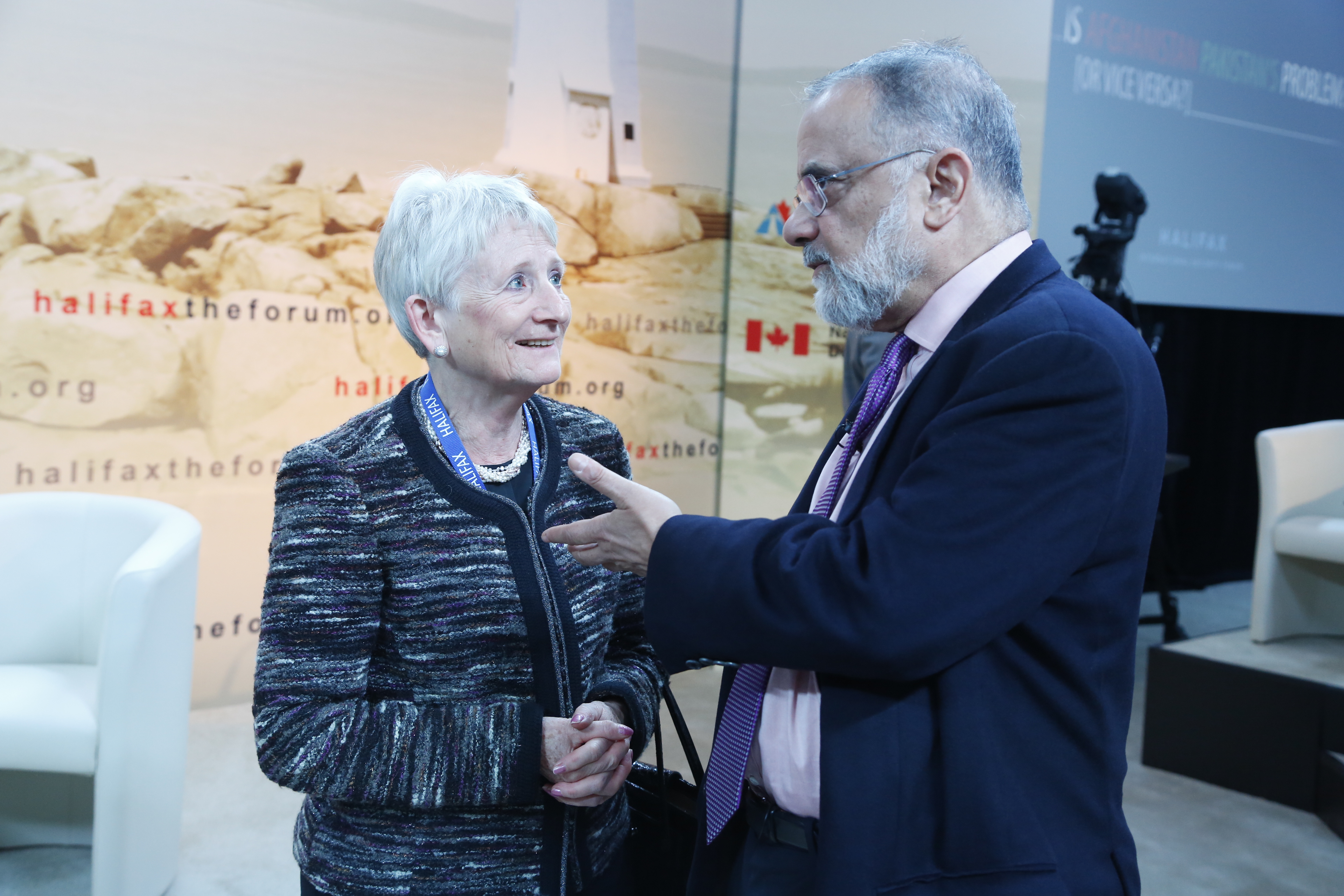
Neville-Jones et Ahmed Rashid au Halifax International Security Forum 2012

Le 9 mai 2011, Neville-Jones quitte son poste de ministre d'État à la sécurité et à la lutte contre le terrorisme au ministère de l'Intérieur à sa propre demande . 
En novembre 2014, Neville-Jones prononce un discours au Halifax International Security Forum, précédé d'un éditorial dans un journal de Toronto. Elle écrit au sujet de la révolution de la technologie quantique et raconte que «l'échec politique» de la guerre en Irak de 2003 était dû à «des renseignements obsolètes, à un manque de capacité à tester les informations des agents par rapport à d'autres sources et à une mauvaise interprétation des preuves apparentes du champ de bataille» . 
Neville-Jones est membre honoraire de Lady Margaret Hall, Oxford, et docteur honoris causa de l'Université de Londres et de l'Open University. En août 2013, elle rejoint le conseil consultatif du Council on CyberSecurity . 
Nommée Compagnon de l'Ordre de St Michael et St George (CMG) dans les honneurs d'anniversaire de 1987, elle est élevée à Dame Commander (DCMG) dans les honneurs du Nouvel An 1995. Neville-Jones a également reçu la Légion d'honneur (Chevalier) en 2009.